# Ophiopteris
Famille
Genre
Ophiopteris est un genre d'ophiures, le seul de la famille des Ophiopteridae. On le trouve en Nouvelle-Zélande.

## Liste d'espèces
Selon World Register of Marine Species (5 novembre 2014) :
- Ophiopteris antipodum E. A. Smith, 1877
- Ophiopteris papillosa (Lyman, 1875)

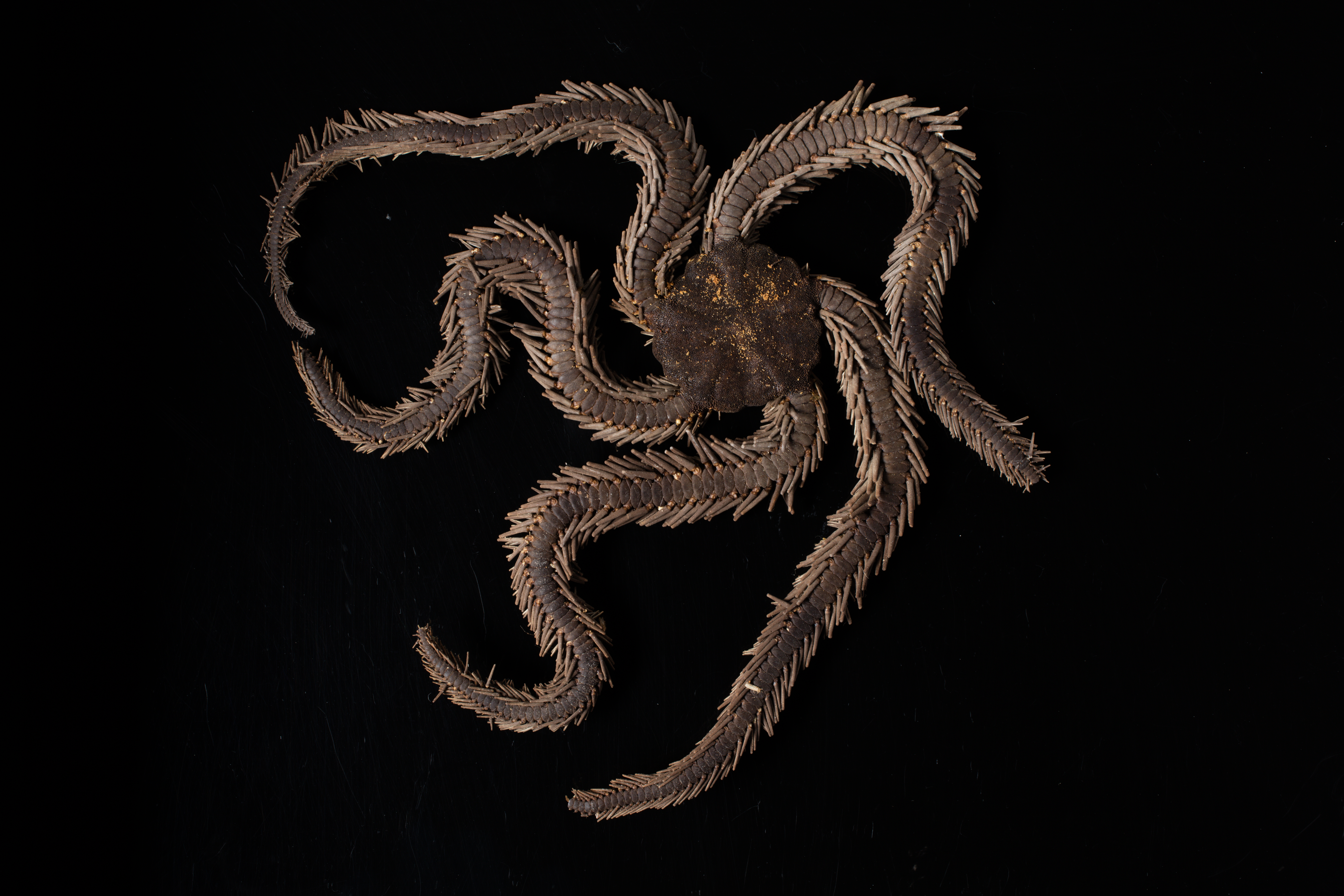
Ophiopteris antipodum
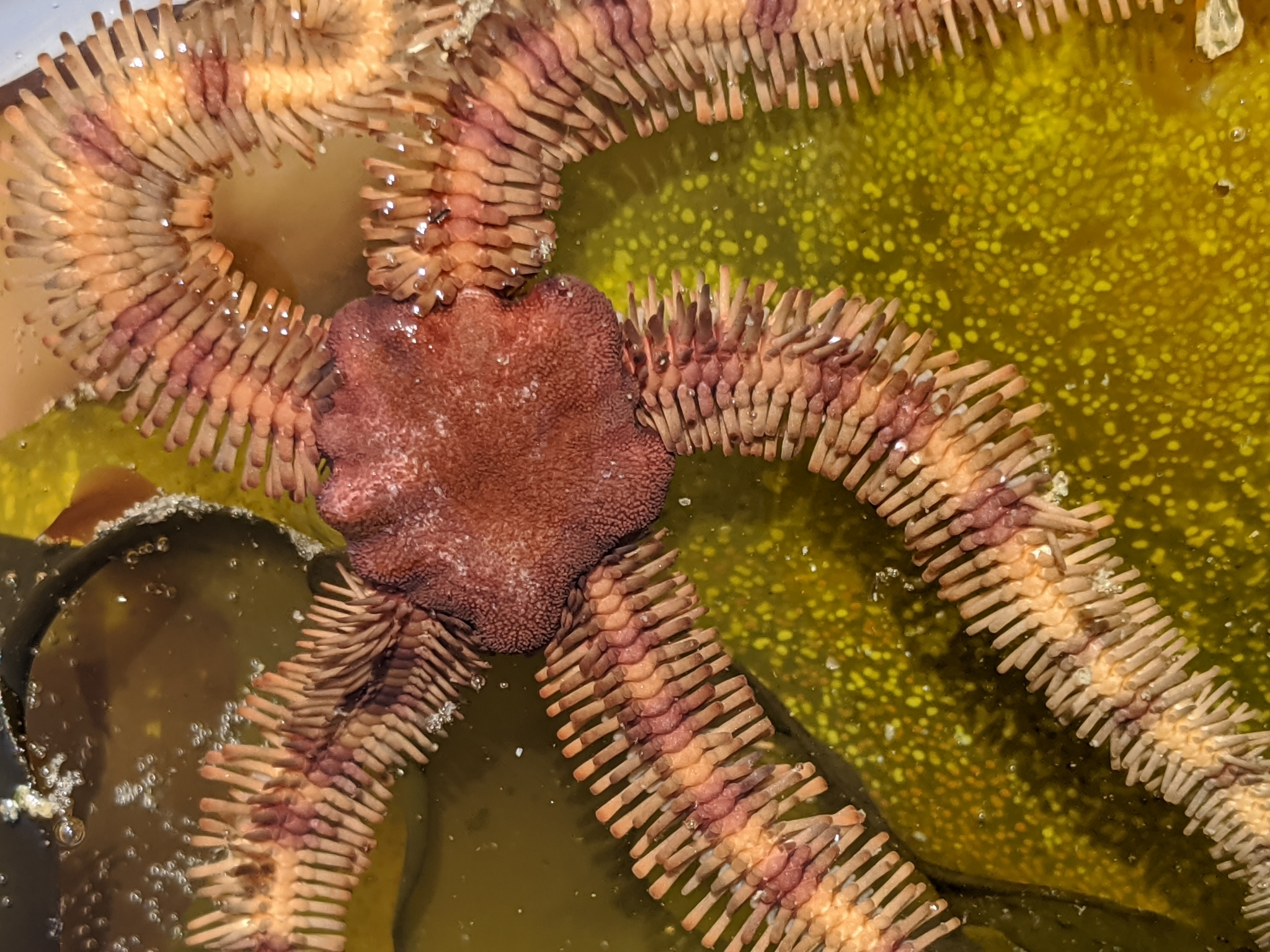
Ophiopteris papillosa